# Trampa
Trampa ili robna razmjena je transakcija koja u svom postupku ne uključuje novac, nego se ra robu ili uslugu naplaćuje drugom robom ili uslugom. Najranija, prva posljedica podjele rada, preteča bilo kakvog gospodarskog razvoja. Razmjenjivao se višak jednih dobara u jednoj obitelji ili zajednici za druga dobra koja su imale neke obitelji ili druge zajednice ili pojedinci. Osim toga, i kad je već polako došlo do ozbilje podjele rada, sve do pojave novca, sva trgovina odvijala se robnom razmjenom. Pri tome se roba mijenjala direktno za drugu robu ili određene usluge, bez posredovanja novca.
U razdobljima krize, ponekad i u novije vrijeme, ljudi se vraćaju ovom obliku trgovanja. Određene grupe stanovništva nađu se u situaciji da imaju višak nekih proizvoda, dok drugi ne mogu, iz niza razloga, uz posredovanje novca, doći u posjed tih proizvoda. Iz toga proizlazi najčešće da se mijenja roba za robu, ili se dogodi da neka druga roba preuzme ulogu novca i postane općeprihvaćeno sredstvo plaćanja (nakon drugog svjetskog rata to su u Njemačkoj bile cigarete).